# Medissimo
Medissimo est une entreprise française du commerce de produits et de services numériques de suivi des traitements à destination des pharmacies et des professionnels de santé.

## Histoire
L'entreprise est fondée en 2004 par Caroline Blochet, pharmacienne d’officine,.
En 2005, Medissimo met sur le marché un pilulier sécurisé, développé et expérimenté en partenariat scientifique avec l’Université Paris Descartes, afin notamment de limiter les erreurs médicamenteuses. Ce dispositif associe un pilulier nominatif à usage unique à un système d’information pour favoriser le bon usage du médicament en maison de retraite. Il donne lieu en 2006 à un dépôt de brevet. 
Les gammes de piluliers sont fabriquées en France,,. 
À partir de 2014, l’intégralité du circuit du médicament (de la prescription à la prise des médicaments) est gérée à partir de sa plateforme numérique de bon usage du médicament en hébergement de données de santé. En 2014, Medissimo est primée au Consumer Electronic Show (CES) à Las Vegas pour l’invention du pilulier connecté Imedipac qui enregistre l’observance médicamenteuse en temps réel. Ce pillulier est composé d’une recharge hebdomadaire préparée par le pharmacien, d’une puce NFC et d’un boitier électrique muni de diodes, de capteurs et d’une connectivité GPRS. Un accord est conclu avec Bouygues Telecom pour assurer la transmission des données sécurisées partout dans le monde,.
En juin 2017 la société est placée en redressement judiciaire et en avril 2018 obtient un plan de continuation.
En 2019, les services de l'entreprise permettent d’enregistrer la prise des médicaments en temps réel pour les aidants grâce à un QR code intégré aux piluliers et pour les infirmiers grâce à une application web. La prise du traitement est automatiquement importée sur la plateforme permettant le suivi de l’observance en exercice coordonné entre pharmaciens, infirmiers et médecins.

## Étude sur l’amélioration de l’observance médicamenteuse
Une étude menée de janvier à avril 2014 dans 44 officines de Basse-Normandie chez 202 patients âgés en risque de dépendance de 75 ans et plus montre que la préparation des doses à administrer (PDA) en pilulier sécurisé a permis d’améliorer l’observance médicamenteuse. Une étude réalisée aux Etats-Unis de 2004 à 2006 a conclu à des résultats similaires.